# Terrifier
 (срп. Ужасавач) амерички је слешер филм из 2016. Режију, сценарио, продукцију и монтажу потписује Дејмијен Леоне. Главне улоге тумаче Дејвид Хауард Торнтон, Џена Канел, Саманта Скафиди, Кетрин Коркоран, Мет Макалистер и Мајкл Ливи. Торнтон тумачи убилачког кловна Арта који лови три младе жене током Ноћи вештица. Други је дугометражни филм који приказује Арта, после филма All Hallows' Eve из 2013, који садржи кадрове из Леонових претходних кратких филмова које је такође режирао а приказују овог лика.
Премијера је приказана 15. октобра 2016. на фестивалу Telluride Horror Show, док је 15. марта 2018. пуштен у одабране биоскопе у САД. Добио је помешане рецензије, уз похвале упућене специјалним ефектима и Торнтоновој глуми, док је сценарио добио критике. Наставак, Terrifier 2, приказан је у октобру 2022.

## Радња
У току Ноћи вештица, младе жене постају жртве Арта, садистичког убице у костиму кловна.

## Улоге
| Глумац                | Улога          |
| --------------------- | -------------- |
| Џена Канел            | Тара Хејз      |
| Саманта Скафиди       | Викторија Хејз |
| Дејвид Хауард Торнтон | Арт            |
| Кетрин Коркоран       | Дон Емерсон    |
| Пуја Мохсени          | жена с мачкама |
| Мет Макалистер        | Мајк           |
| Кејти Магвајер        | Моника Браун   |
| Ерик Замора           | Рамон          |
| Кори Дувал            | Сет Болтон     |
| Мајкл Ливи            | Вил            |
| Ђино Кафарели         | Стив           |